# Tiedo Groeneveld
Tiedo Groeneveld (Adelaide (Australië), 11 juli 1965) is een Nederlandse muzikant en acteur, sinds 1989 woonachtig in Groningen. 
Tiedo heeft vier Engelstalige CD's met eigen liedjes uitgebracht en door de jaren heen diverse bands geleid. Sinds 2010 zingt en schrijft hij in het Nederlands. De muziekstijl die hij beoefent noemt hij zelf "een mix van pop, kleinkunst en chanson". Verder is Tiedo multi-instrumentalist, heeft hij een eigen opnamestudio, en is ook de producer van zijn CD's.
Acteren is iets wat Tiedo veel deed als kind. In zijn volwassen jaren overheerste Tiedo's passie voor muziek, maar hij profileert zich nu als acteur in diverse theater- en filmproducties, in het bijzonder als karakteracteur.

## Biografie
Tiedo werd geboren in Australië, en groeide op in Sneek in de provincie Friesland. Als twaalfjarige leerde hij zichzelf gitaarspelen, en al snel daarna ook de kunst van het liedjesschrijven. Op zijn vijftiende startte hij zijn eerste serieuze band. Meerdere bands volgden door de jaren heen, waaronder I Zimbra, waarmee hij in 1987/1988 concerten gaf in Polen, Litouwen en St. Petersburg. In de jaren 90 richtte hij Tiedo & Plan K. op, een akoestische popband met talloze optredens in heel Nederland. In 1996 verscheen van hen het album "Soul Jet" (Marista Records).
Halverwege de jaren 80 studeerde hij enige tijd aan het conservatorium te Leeuwarden. Deze opleiding bleek voor Tiedo's artistieke aspiraties toch te behoudend, waarna hij koos voor de vrije weg van de praktijk en hij zich in Groningen vestigde.
Tiedo heeft samenwerkingsverbanden gehad met Il Gran Teatro Amaro, La Pat, David Dramm, Robert van der Tol, het Noord Nederlands Toneel, en een scala aan artiesten uit de provincie Groningen, waaronder Harry Niehof, Alex Vissering, Bert Hadders en Cochon Bleu. 

## Discografie
| Titel                          | Jaar | Label                |
| ------------------------------ | ---- | -------------------- |
| The Bend Or Break              | 2008 | Silvox               |
| Sweet Ignorance (single)       | 2006 | Platex Records       |
| Nothing (single)               | 2004 | Platex Records       |
| Where My Dream Can Take Me     | 2001 | Tookie Records       |
| Short Stories                  | 1999 | mini-CD eigen beheer |
| Soul Jet (met Tiedo & Plan K.) | 1996 | Marista Records      |

## Overzicht bands en projecten
- Tiedo & Plan K.
- Tiedo & Band